# Marion Thees
Marion Thees (nacida Marion Trott, Eisenach, 5 de julio de 1984) es una deportista alemana que compitió en skeleton.
Ganó seis medallas de oro en el Campeonato Mundial de Skeleton entre los años 2009 y 2013, y una medalla de plata en el Campeonato Europeo de Skeleton de 2009.

## Palmarés internacional
| Campeonato Mundial | Campeonato Mundial           | Campeonato Mundial | Campeonato Mundial |
| Año                | Lugar                        | Medalla            | Prueba             |
| ------------------ | ---------------------------- | ------------------ | ------------------ |
| 2009               | Lake Placid (Estados Unidos) | Medalla de oro     | Individual         |
| 2009               | Lake Placid (Estados Unidos) | Medalla de oro     | Equipo mixto       |
| 2011               | Königssee (Alemania)         | Medalla de oro     | Individual         |
| 2011               | Königssee (Alemania)         | Medalla de oro     | Equipo mixto       |
| 2012               | Lake Placid (Estados Unidos) | Medalla de plata   | Equipo mixto       |
| 2013               | Sankt Moritz (Suiza)         | Medalla de plata   | Equipo mixto       |
| Campeonato Europeo |                              |                    |                    |
| Año                | Lugar                        | Medalla            | Prueba             |
| 2009               | Sankt Moritz (Suiza)         | Medalla de plata   | Individual         |